# Liste von Persönlichkeiten der Stadt Bratislava
Die folgende Liste enthält Personen, die in Bratislava geboren wurden sowie solche, die zeitweise dort gelebt und gewirkt haben, jeweils chronologisch aufgelistet nach dem Geburtsjahr. Die Liste erhebt keinen Anspruch auf Vollständigkeit.

## In Bratislava geborene Persönlichkeiten

### Bis 1800
- Hans Neusidler (1508/09–1563), deutscher Lautenschlager
- Christoph Preuss von Springenberg (1515–1590), ungarischer Dichter und Rhetoriker
- Georg Lippay (1600–1666), Primas von Ungarn und Erzbischof von Gran
- Christian Heuchelin (1639–1715), deutscher Librettist und Jurist
- Karl Rayger (1641–1707), Mediziner und Stadtarzt von Preßburg
- Daniel Wilhelm Moller (1642–1712), deutscher Polyhistor
- Rudolf Wilhelm von Stubenberg (1643–1677), Mitglied der Fruchtbringenden Gesellschaft
- Michele Fabris (1644–1684), ungarischer Bildhauer
- Johann Sigismund Kusser (1660–1727), deutscher Kapellmeister und Komponist
- Georg Christian Maternus de Cilano (1696–1773), Stadtphysikus, Justizrat, Schriftsteller und Bibliothekar
- Johann Andreas von Segner (1704–1777), Mathematiker, Physiker und Arzt
- Paul Charles Durant (1712–1764/65), Lautenist und Komponist
- Karol Andrej Bel (1717–1782), Historiker
- Adam Friedrich Oeser (1717–1799), deutscher Maler, Bildhauer und Buchillustrator
- Johann Matthias Matsko (1721–1796), deutscher Astronom, Mathematiker und Hochschullehrer.
- Karl Gottlieb von Windisch (1725–1793), Kaufmann, Privatgelehrter, Herausgeber und Historiker
- Karl Jetting (1730–1790), Diplomat und Weltreisender
- Johann Ehrenreich Fichtel (1732–1795), österreichischer Beamter und Mineraloge
- Wolfgang von Kempelen (1734–1804), Universalgelehrter, Erfinder, Architekt, Schriftsteller und Staatsbeamter
- Johann La Roche (1745–1806), österreichischer Schauspieler
- Karl Gottfried Pauer (vor 1747–nach 1766), Jurist und mathematischer Schriftsteller
- Isaac Heijmans Presburg (um 1747–1750-1832) Textilkaufmann, Geldwechsler, Rabbiner und Großvater von Karl Marx
- Anton Georg Apponyi (1751–1817), Diplomat, Musikmäzen
- Georg von Gaal (1783–1855), österreichisch-ungarischer Schriftsteller und Übersetzer
- Karl von Zichy-Vásonykeő (1753–1826), österreichischer Staatsmann und Ritter des goldenen Vließes
- Stephan Illésházy (1762–1838), Großgrundbesitzer und Politiker
- Karl Schallhas (1767–1797), österreichischer Maler und Radierer
- Michael Lazar Biedermann (1769–1843), österreichischer Großhändler, K.k. Hofjuwelier, Bankier und Fabrikant
- Karl von Vittinghoff (1772–1826), Maler und Radierer sowie Direktor der Paar'schen Sammlung
- Mihály Ignác von Lenhossék (1773–1840), Universitätsprofessor, Mediziner und Psychologe
- Theresia Brunsvik von Korompa (1775–1861), ungarische Gräfin
- Karl Franz Anton von Schreibers (1775–1852), österreichischer Naturwissenschaftler
- Franz Brunsvik von Korompa (1777–1849), ungarischer Graf, Violoncellist
- Johann Nepomuk Hummel (1778–1837), österreichischer Komponist und Pianist
- Josephine Brunsvik (1779–1821), ungarische Adelige, Seelenfreundin und Verehrerin L. v. Beethovens
- Ignaz Feigler d. Ä. (1791–1847), Preßburger Baumeister und Architekt
- Ernst Pauer (1791–1861), österreichischer evangelisch-lutherischer Theologe
- Ludwig Aulich (1792/95–1849), ungarischer Revolutionsgeneral und Kriegsminister
- Gustav Franz Xaver von Schreiner (1793–1872), österreichischer Jurist, Theologe und Politiker
- Joseph Stanislaus Albach (1795–1853), Franziskaner und Prediger
- Johann Jeszenák de Királyfia (1800–1849), Großgrundbesitzer, ungarischer Freiheitskämpfer
- Ludwig Landerer (1800–1854), Buchdrucker und Verleger

### 19. Jahrhundert

#### 1801 bis 1850
- Stephan Ladislaus Endlicher (1804–1849), österreichischer Botaniker, Numismatiker und Sinologe
- Petar Pejačević (1804–1887), kroatischer Politiker, Minister für Kroatien-Slawonien-Dalmatien (1871–1876) und Ritter des Ordens vom Goldenen Vließ
- Carl August Raabe (1804–1878), evangelisch-lutherischer Prediger
- Casimir Esterházy (1805–1870), Politiker, k.k. Kämmerer
- Johann Kaspar Mertz (1806–1856), österreichischer Komponist und Gitarrist
- Lajos Batthyány (1807–1849), ungarischer Magnat
- Georg Apponyi (1808–1899), ungarischer Adeliger und Politiker
- Leopold Dukes (1810–1891), ungarischer Literaturhistoriker
- Bernard Jean Bettelheim (1811–1870), evangelischer Missionar
- Caroline Esterházy (1811–1851), Pianistin und Muse Franz Schuberts
- Karl Heiller (1811–1889), Domherr und Stadtpfarrer in Preßburg, Titularbischof
- Friedrich von Bianchi (1812–1865), Feldmarschalleutnant
- Georg Gustav Roskoff (1814–1889), österreichischer evangelischer Theologe
- Flóris Rómer (1815–1889), ungarischer Archäologe, Kunsthistoriker und Historiker
- Adolph Zsigmondy (1816–1880), österreichischer Zahnarzt
- György Mailáth (1818–1883), Politiker, Hofkanzler, Landesrichter und Präsident des Magnatenhauses
- Ignaz Feigler d. J. (1820–1896), Preßburger Baumeister und Architekt
- Adolf Dux (1822–1881), ungarisch-deutscher Schriftsteller
- Miska Hauser (1822–1887), österreichisch-ungarischer Violinvirtuose und Komponist
- Karl Julius Schröer (1825–1900), österreichischer Sprach- und Literaturwissenschaftler
- Albin von Vetsera (1825–1887), österreichischer Diplomat
- Friedrich Haberlandt (1826–1878), österreichischer Agrarwissenschaftler
- Gottlieb Biermann (1828–1901), deutscher Historiker und Pädagoge
- Gyula Odescalchi (1828–1895), ungarischer Politiker und Offizier
- Géza Szapáry (1828–1898), Adeliger, Politiker und Offizier
- Wilhelm Josef Grailich (1829–1859), österreichischer Mineraloge
- Johann Pálffy (1829–1908), Obergespan von Preßburg und Kunstsammler
- Ernst von Walterskirchen (1829–1891), österreichischer Gutsbesitzer und Politiker
- Julius Hamburger (1830–1909), österreichischer Maler
- Vilmos Migazzi (1830–1896), ungarischer Politiker, Obergespan und Großgrundbesitzer
- Viktor Rumpelmayer (1830–1885), österreichischer Architekt
- Sigmund Mayer (1831–1920), österreichischer Kaufmann und Kommunalpolitiker
- Anton Rumpelmayer (1832–1914), österreichischer Konditor und k.u.k. Hoflieferant
- Ludmilla Dietz, geborene Grasl-Baumgartner (1833–1896), Schauspielerin und Sängerin
- Joseph Karl Ludwig von Österreich (1833–1905), Sohn des Erzherzogs Joseph Anton
- Alexander III. Dessewffy (1834–1907), Bischof der Csanáder Diözese
- Gusztáv Frigyes Keleti (1834–1902), ungarischer Maler und Kunstkritiker
- Josef Löwy (1834–1902), Maler, Verleger, Fabrikant und k.u.k Hoffotograf
- Ludwig Straus (1835–1899), österreichischer Geiger
- Ignaz von Kolisch (1837–1889), österreichisch-ungarischer Bankier
- Karl Angermayer d.Ä. (1838–1917), Buchdrucker und Verleger der Preßburger Zeitung
- Jakob Modern (1838–1912), österreichischer Architekt
- Ödön Széchenyi (1839–1922), ungarischer Feuerwehrpionier und Pascha in Istanbul
- Robert Walterskirchen (1839–1920), Gutsbesitzer und Abgeordneter zum Österreichischen Abgeordnetenhaus
- Julius Pock (1840–1911), österreichischer Alpinist
- József Zichy (1841–1924), ungarischer Politiker
- Max Kassowitz (1842–1913), österreichischer Kinderarzt
- Wilhelm Stiassny (1842–1910), österreichischer Architekt
- Tibor Károlyi (1843–1904), Politiker und Präsident des Magnatenhauses
- Viktor Tilgner (1844–1896), österreichischer Bildhauer und Porträtist
- Johann Nepomuk Batka der Jüngere (1845–1917), Archivar der Stadt Preßburg und Musikkritiker
- Eduard Maisch / auch 'Majsch' (1845–1904), Historienmaler
- Anton Löw (1847–1907), Mediziner, Sanatoriumsgründer, Kunstsammler und Mäzen
- Josef Siebenlist (1847–1916), österreichischer Journalist
- Johann Evangelist Hubert (1849–1882), Weinhändler und Sektfabrikant
- Hedwig von Preysing (1849–1938), Teilnehmerin an der Katholischen Frauenbewegung

#### 1851 bis 1900
- Emil Pfersche (1854–1916), Privatrechtler, Rektor der Karl-Ferdinands-Universität, Abgeordneter zum Reichsrat Österreichs
- Friedrich (Fritz) Rumpelmayer (1855–1916), Architekt, Erbauer der Blumethaler Kirche in Preßburg
- Gustav Davis (1856–1951), österreichischer Journalist und Zeitungsherausgeber
- Ferdinand Laban (1856–1910), deutscher Schriftsteller, Kunsthistoriker und Bibliothekar
- Günther Beck von Mannagetta und Lerchenau (1856–1931), österreichischer Botaniker
- Salomon Frankfurter (1856–1941), österreichischer Bibliothekar
- Otto von Fabricius (1857–1912), ungarischer Schriftsteller und Journalist
- Ludwig von Höhnel (1857–1942), österreichischer Marineoffizier, Afrikaforscher und Geograph
- Robert Prihoda (1857–1903), österreichischer Architekt
- Evarist Ritter von Czaykowszki (1858–1934), katholischer Priester, Kanoniker bei St. Martin
- Johann Fadrusz (1858–1903), Bildhauer
- Wilhelm Kubitschek (1858–1936), österreichischer Althistoriker, klassischer Archäologe und Numismatiker
- Karl Masner (1858–1936), deutscher Kunsthistoriker und Museumsleiter
- Philipp Lenard (1862–1947), Physiker, Nobelpreisträger
- Jenny Fleischer-Alt (1863–1942), deutsch-ungarische Opernsängerin
- Max Hussarek von Heinlein (1865–1935), Politiker
- Johanna Loisinger (1865–1951), österreichische Opernsängerin und Klaviervirtuosin
- Heinrich Reinhardt (1865–1922), österreichischer Operettenkomponist
- Carl Eugen Schmidt (1865–1948), ev.-lutherischer Theologe
- Alfred Tauber (1866–1942), österreichischer Mathematiker
- Bernhard Ben Tiber (1867–1925), österreichischer Theaterdirektor
- Theodor Edler von Lerch (1869–1945), österreichischer Generalmajor der k.u.k. Armee und Skipionier
- Michael Schacherl (1869–1939), österreichischer Politiker
- Magda von Lerch (1871–1938), Grafikerin und Malerin
- Aron Tänzer (1871–1937), Rabbiner
- Franz Schmidt (1874–1939), österreichischer Komponist
- Gisela Werbezirk (1875–1956), österreichische Theater-, Stumm- und Tonfilmschauspielerin
- Samuel Frühwirth (1876–1951), Politiker und Rechtsanwalt
- Alexander Weiner (1876–1956), Bankier und Kunstsammler
- Ernst von Dohnányi (1877–1960), ungarischer Pianist und Komponist
- Max Deri (1878–1938), Kunsthistoriker, Kunstkritiker und Psychologe
- Friedrich von Lerch (1878–1947), österreichischer Physiker
- Rudolf von Laban (1879–1958), ungarischer Tänzer, Choreograf und Tanztheoretiker
- Alois Rigele (1879–1940), Bildhauer
- Arthur Brusenbauch (1881–1957), österreichischer Maler
- Martin Pappenheim (1881–1943), Neurologe und Psychiater
- Marie Pappenheim (1882–1966), Sozialistin, Schriftstellerin, Librettistin und Ärztin
- Siegfried Theiss (1882–1963), österreichischer Architekt
- Robert Kühmayer (1883–1972), Bildhauer und Medailleur
- Maria Henriette von Österreich-Teschen (1883–1956), Erzherzogin von Österreich-Teschen
- Tibor Zsitvay (1884–1969), ungarischer Politiker, Parlamentspräsident und Justizminister
- Arnold Pressburger (1885–1951), österreichisch-deutscher Filmproduzent
- Karl Benyovszky (1886–1962), Journalist und Historiker
- Isabella von Österreich-Teschen (1888–1973), Erzherzogin von Österreich-Teschen
- Fritz Tomann (1890–1955), Offizier
- István Déván (1890–1977), Leichtathlet und Wintersportler
- Eugenie Haug (1891–1944), Nationalsozialistin
- Gisi Fleischmann (1892–1944), Frauenrechtlerin und Widerstandskämpferin
- Bruno Frei (1897–1988), politischer Journalist, Publizist, Autor und Marxist
- Jan Ehrenwald (1900–1988), tschechisch-amerikanischer Psychiater und Psychotherapeut

### 20. Jahrhundert

#### 1901 bis 1920
- Ladislaus Michael Kopetz (1902–1966), österreichischer Pflanzenbauwissenschaftler
- Viliam Široký (1902–1971), Politiker
- Leopold Achberger (1903–1994), österreichischer evangelisch-lutherischer Pfarrer
- Adolf Frankl (1903–1983), Maler
- Juraj Holčík (1903–1984), evangelisch-lutherischer Theologe
- František Babušek (1905–1954), Komponist und Dirigent
- Štefan Čambal (1908–1990), Fußballspieler und -trainer
- Jiří Horský (1909–2005), Militär deutsch-jüdischer Herkunft
- Ester Šimerová-Martinčeková (1909–2005), Malerin, Bildhauerin und Bühnenbildnerin
- Viktor Fogarassy (1911–1989), österreichischer Kaufmann und Kunstsammler
- Stephan László (1913–1995), katholischer Bischof
- Ladislaus Vidor (1914–1965), Filmeditor
- Ferry Windberger (1915–2008), österreichischer Filmarchitekt und Bühnenbildner
- František Dibarbora (1916–1987), tschechoslowakischer Schauspieler
- Ján Arpáš (1917–1976), Fußballspieler
- Levente Hervay (1919–2016), Zisterziensermönch und Kirchenhistoriker
- Fritz Balogh (1920–1951), deutscher Fußballspieler
- Vladimír Pekelský (1920–1975), Journalist, Publizist, politischer Aktivist und Mitarbeiter des tschechoslowakischen Geheimdienstes StB

#### 1921 bis 1930
- Johanna J. Danis (1922–2014), Psychologin
- Rudolf Battěk (1924–2013), tschechischer Philosoph, Dissident und Politiker
- Zdeněk Bláha (1924–2023), Eishockeyspieler und -trainer
- Růžena Dostálová (1924–2014), Altphilologin und Byzantinistin
- George Feher (1924–2017), US-amerikanischer Physiker und Biophysiker
- Leopold Holusek (1924–1993), deutscher Tischtennisspieler
- Yehoshua Lakner (1924–2003), israelisch-schweizerischer Komponist
- Tuvia Rübner (1924–2019), israelischer Lyriker und Literaturwissenschaftler
- Johann Hauser (1926–1996), österreichischer Maler
- Herbert Thomas Mandl (1926–2007), Autor, Konzertviolinist, Musikprofessor, Philosoph und Erfinder
- Ivan Hrušovský (1927–2001), Komponist, Musikwissenschaftler und Musikpädagoge
- Hugo Portisch (1927–2021), österreichischer Journalist
- Eduard A. Šafařík (1928–2015), tschechoslowakisch-italienischer Kunsthistoriker
- Rudolf Zahradník (1928–2020), Physikochemiker und Präsident der Akademie der Wissenschaften der Tschechischen Republik
- Erzsébet Házy (1929–1982), ungarische Sopranistin
- Georg Kurz (1929–2005), Lebensmittelchemiker
- Ivan Matušík (1930–2022), Architekt
- Pavel Schmidt (1930–2001), Ruderer, Olympiasieger
- Iľja Skoček (1930–2022), Architekt und Urbanist

#### 1931 bis 1940
- Hana Hegerová (1931–2021), Chansonsängerin und Schauspielerin
- Naftali Fürst (* 1932), Holocaustüberlebender und Zeitzeuge
- Berthold Grünfeld (1932–2007), norwegischer Arzt
- Tibor Kneif (1932–2016), ungarischer Jurist und deutscher Musikwissenschaftler
- Ilja Zeljenka (1932–2007), slowakischer Komponist
- Ruzena Bajcsy (* 1933), Informatikerin
- Pavel Taussig (* 1933), Schriftsteller, Satiriker, Autor, Fotograf und Zeitzeuge
- Karel Koecher (* 1934), Übersetzer, KGB-Agent in den USA
- Adalbert Mayer-Heinricy (* 1934), deutscher Biophysiker
- Geiserich E. Tichy (* 1934), österreichischer Nationalökonom und Hochschullehrer
- Milan Fagala (* 1936), Radrennfahrer
- Ladislav Kupkovič (1936–2016), Komponist und Dirigent
- Ivan Parík (1936–2005), Komponist
- Peter Kolman (1937–2022), slowakisch-österreichischer Komponist
- Ivan Löbl (* 1937), tschechoslowakisch-schweizerischer Koleopterologe
- Alexander Rosa (* 1937), kanadisch-slowakischer Mathematiker und Hochschullehrer
- Jozef Golonka (* 1938), Eishockeyspieler und -trainer
- Peter Ambrovič (1939–2019), Chemiker und Diplomat
- Liesl Ujvary (* 1939), österreichische Schriftstellerin und Künstlerin
- Christian Ludwig Attersee (* 1940), österreichischer Maler, Bühnenbildner, Musiker, Schriftsteller und Segelsportler
- Gerda Gruber (* 1940), österreichisch-mexikanische Keramikerin, Bildhauerin und Hochschullehrerin
- Peter E. Rompf (* 1940), deutscher Kantor, Komponist, Musiklehrer, Kirchenmusiker und Dissident in der ehemaligen DDR

#### 1941 bis 1950
- Július Satinský (1941–2002), Autor, Schauspieler und Showmaster
- Anne-Marie Sigmund (* 1941), Politikerin
- Peter Stefan (1941–1978), Mathematiker
- Susanne Dierolf (1942–2009), deutsche Mathematikerin
- Vladimír Dzurilla (1942–1995), Eishockeytorhüter und -trainer
- Peter Gavajda (1942–2011), deutscher Schauspieler
- Stanislav J. Kirschbaum (* 1942), kanadischer Osteuropahistoriker, Politikwissenschaftler und Hochschullehrer
- Malte Ludin (* 1942), deutscher Regisseur und Produzent
- Helmuth Vetter (* 1942), österreichischer Philosoph
- Ernst-Eckhard Koch (1943–1988), deutscher Physiker
- Herta Däubler-Gmelin (* 1943), deutsche Politikerin
- Lore Stefanek (* 1943), österreichische Theaterschauspielerin und Theaterregisseurin
- Ján Čarnogurský (* 1944), Politiker
- Andreas Hauff (* 1944), österreichischer Sänger und Texter
- Vladimír Bokes (1946–2024), Komponist, Cellist und Musikpädagoge
- Dušan Čaplovič (1946–2025), Politiker
- Edita Gruberová (1946–2021), Opernsängerin
- Milan Hurtala (1946–2021), Ruderer
- Milan Kužela (* 1946), Eishockeyspieler und -trainer
- Paul Podolay (* 1946), Politiker
- Dušan Trančík (* 1946), Regisseur und Drehbuchautor
- Gabriela Beňačková (* 1947), Opernsängerin
- Zora Palová (1947–2025), Glaskünstlerin
- Brigita Schmögnerová (* 1947), Politikerin
- Ján Čapkovič (* 1948), Fußballspieler
- Jozef Čapkovič (* 1948), Fußballspieler
- Pavol Hammel (* 1948), Komponist, Sänger, Musiker und Produzent
- Zuzana Kocúriková (* 1948), Schauspielerin
- Milan Richter (* 1948), Schriftsteller, Dramatiker, Übersetzer und Verleger
- Peter Roller (* 1948), Bildhauer, Zeichner, Grafiker
- Rudolf Tajcnár (1948–2005), Eishockeyspieler
- Viera Tomanová (* 1948), Politikerin
- Jan Jankeje (* 1950), Musiker, Komponist, Bassist und Produzent
- Sergej Kozlík (* 1950), Politiker

#### 1951 bis 1960
- Marian Hurtík (* 1951), deutsch-slowakischer Eishockeyspieler und -trainer
- Dušan Kéketi (* 1951), Fußballtorhüter
- Jana Kuťková (* 1951), Handballspielerin und -trainerin
- Ondrej Nepela (1951–1989), Eiskunstläufer
- Jozefína Čerchlanová (* 1952), Leichtathletin
- Juraj Ďurdiak (* 1952), Schauspieler
- Ján Kubiš (* 1952), Diplomat
- Ján Filc (* 1953), Eishockeytorhüter
- Víťazoslav Kubička (* 1953), Komponist
- Ján Mikolaj (* 1953), Politiker
- Ján Orosch (* 1953), Weihbischof
- Marián Šťastný (* 1953), Eishockeyspieler
- Anton Viskup (* 1953), Komponist, Kontrabassist und Musikdramaturg
- Ľubomír Jahnátek (* 1954), Politiker
- Miroslav Jureňa (* 1954), Politiker
- Norbert Skrovanek (1954–2014), deutscher Fernsehregisseur, Drehbuchautor, Produzent und Hochschullehrer
- Maria Hartmann (* 1955), Politikerin
- Jaroslav Izák (* 1955), Politiker
- Vladimír Godár (* 1956), Komponist, Musikwissenschaftler und Musikpädagoge
- Iveta Radičová (* 1956), Soziologin und Politikerin
- Pavel Schmidt (* 1956), Künstler
- Peter Šťastný (* 1956), Eishockeyspieler
- Ľubomír Ftáčnik (* 1957), Schachmeister
- Robert Hofrichter (* 1957), österreichischer Zoologe, Meeresbiologe, Naturschützer, Buchautor, Journalist und Naturfotograf
- Béla Bugár (* 1958), Politiker
- Andrej Ďurkovský (* 1958), Politiker
- Juraj Hromkovič (* 1958), Informatiker
- Anton Šťastný (* 1959), Eishockeyspieler
- Marián Janušek (* 1960), Politiker
- Miloslav Rolko (* 1960), deutsch-tschechoslowakischer Schwimmer
- Róbert Tibenský (1960–2015), Schachmeister und -trainer

#### 1961 bis 1970
- Zuzana Licko (* 1961), US-amerikanische Grafikdesignerin, Typografin und Mitbegründerin von Emigre Inc.
- Peter Machajdík (* 1961), Komponist
- Ľuba Orgonášová (* 1961), Opernsängerin
- Peter Zagar (* 1961), Komponist, Pianist und Musikpublizist
- Boris Capla (* 1962), Eishockeyspieler, -trainer und -manager
- Róbert Kafka (* 1962), Fußballspieler
- Miroslav Konôpka (* 1962), Autorennfahrer
- Jozef Sabovčík (* 1963), Eiskunstläufer
- Jozef Haľko (* 1964), katholischer Bischof
- Jana Hubinská (* 1964), Schauspielerin
- Peter Nagy (1964–2021), Kanute
- Pavol Šajgalik (* 1964), Militärbischof der Slowakei
- Igor Štohl (* 1964), Schachmeister und Schachpublizist
- Vladimír Weiss (* 1964), Fußballspieler und -trainer
- Oľga Belešová (* 1965), Schauspielerin
- Peter Just (* 1965), deutscher Eishockeyspieler
- Mirko Novák (* 1965), Archäologe
- Ondrej Krištofík (* 1966), Fußballspieler
- Vladimir Lukscheider (* 1966), Eishockeyspieler
- Marek Maďarič (* 1966), Politiker
- Karol Marko (* 1966), Fußballspieler und -trainer
- Maroš Šefčovič (* 1966), Diplomat und Politiker
- Adriana Tarábková (* 1966), Schauspielerin
- Igor Čillík (* 1967), Eishockeyspieler
- Yvette Estermann (* 1967), Schweizer Politikerin
- Martina Lubyová (1967–2023), Wirtschaftswissenschaftlerin und Politikerin
- Alexander Vencel junior (* 1967), Fußballtorhüter und Torhütertrainer
- Zuzana Mauréry (* 1968), Schauspielerin und Sängerin
- Richard Sulík (* 1968), Ökonom, Unternehmer und Politiker
- Vladimír Kinder (* 1969), Fußballspieler
- Andrej Kral (* 1969), deutsch-slowakischer Neurowissenschaftler
- Miriam Bajtala (* 1970), Künstlerin
- Vladimir Furdik (* 1970), Stuntman und Schauspieler
- Richard Haša (* 1970), Fußballspieler
- Ján Počiatek (* 1970), Politiker

#### 1971 bis 1980
- Robert Kaliňák (* 1971), Politiker
- Scarlett Chorvat (* 1972), Schauspielerin und Model
- Peter Dubovský (1972–2000), Fußballspieler
- Katarína Hasprová (* 1972), Sängerin
- Marcel Sakáč junior (* 1972), Eishockeyspieler
- Zuzana Čaputová (* 1973), Juristin und Präsidentschaftskandidatin
- Richard Kapuš (* 1973), Eishockeyspieler
- Livia Ludhova (* 1973), Physikerin und Hochschullehrerin
- Jana Beňová (* 1974), Schriftstellerin und Publizistin
- Marek Brezovský (1974–1994), Komponist, Pianist, Sänger und Texter
- Peter Groll (* 1974), Komponist
- Michal Habaj (* 1974), Dichter, Romanautor und Literaturwissenschaftler
- Monika Hilmerová (* 1974), Schauspielerin
- Janette Husárová (* 1974), Tennisspielerin
- Roman Kratochvíl (* 1974), Fußballspieler
- Karol Kučera (* 1974), Tennisspieler
- Marek Mastič (* 1974), Eishockeytorhüter
- Lukas Ridgeston (* 1974), Pornodarsteller
- Jana Šedová (* 1974), Snowboarderin
- Jana Žitňanská (* 1974), Politikerin
- Marián Bažány (* 1975), Eishockeyspieler
- Johan Paulik (* 1975), Pornodarsteller
- Ľubica Schultze (* 1975), slowakisch-deutsche Basketballspielerin
- Jozef Valachovič (* 1975), Fußballspieler
- Martin Hlinka (* 1976), Eishockeyspieler
- Michal Hvorecký (* 1976), Schriftsteller und Journalist
- Marek Kausich (* 1976), Fußballspieler
- Marián Lejava (* 1976), Komponist und Dirigent
- Boris Nebyla (* 1976), Tänzer, Tanzlehrer und Choreograph
- Lucia Ďuriš Nicholsonová (* 1976), Politikerin
- Katarína Prokešová (* 1976), Trampolinturnerin
- Martin Valihora (* 1976), Jazzmusiker
- Svetlana Žuchová (* 1976), Schriftstellerin
- Kristián Barbuščák (* 1977), Fußballspieler
- Katarína Dugovičová (* 1977), Fußballspielerin
- Mira Fornay (* 1977), Regisseurin
- Miroslav Lažo (* 1977), Eishockeyspieler
- Matúš Vallo (* 1977), Politiker, Architekt und Musiker
- Marián Cisár (* 1978), Eishockeyspieler
- Kamil Čontofalský (* 1978), Fußballspieler
- Stanislav Gron (* 1978), Eishockeyspieler
- Dominik Hrbatý (* 1978), Tennisspieler
- Martin Rajniak (* 1978), luxemburgischer Basketballspieler
- Ladislav Švarc (* 1978), Tennisspieler
- Peter Hochschorner (* 1979), Kanute
- Peter Podhradský (* 1979), Eishockeyspieler
- Michal Stahel (* 1979), Cellist
- Martin Bartek (* 1980), Eishockeyspieler
- Hanka Gregušová (* 1980), Sängerin
- Marek Krejčí (1980–2007), Fußballspieler
- Roman Kukumberg senior (* 1980), Eishockeyspieler

#### 1981 bis 1990
- Peter Rajniak (* 1981), luxemburgischer Basketballspieler
- Kristína Farkašová (* 1982), Schauspielerin
- Zuzana Kučová (* 1982), Tennisspielerin
- Regina Theissl-Pokorná (* 1982), Schachmeisterin
- Lenka Tvarošková (* 1982), Tennisspielerin
- Róbert Vittek (* 1982), Fußballspieler
- Jana Dukátová (* 1983), Kanutin
- Martina Hrašnová (* 1983), Hammerwerferin
- Ľubomíra Kurhajcová (* 1983), Tennisspielerin
- Natália Mackovičová (* 1983), Fußballspielerin
- Karol Sloboda (* 1983), Eishockeyspieler
- Diana Šnajdarová (* 1983), Fußballspielerin
- Martina Svobodova (* 1983), Inline-Skaterin
- Juraj Sýkora (* 1983), Eishockeyspieler
- Peter Chrappan (* 1984), Fußballspieler
- Filip Šebo (* 1984), Fußballspieler
- Michal Šimečka (* 1984), Politiker, Politikwissenschaftler und Journalist
- Veronika Velez-Zuzulová (* 1984), Skirennläuferin
- Ivan Dornič (* 1985), Eishockeyspieler
- Jaroslav Halák (* 1985), Eishockeytorhüter
- Eva Sakálová (* 1985), Schauspielerin
- Martin Velits (* 1985), Radrennfahrer
- Peter Velits (* 1985), Radrennfahrer
- Lenka Gazdíková (* 1986), Fußballspielerin
- Tomáš Košický (* 1986), Fußballtorhüter
- Veronika Maslíková (* 1986), Schachspielerin
- Marián Zavarský (* 1986), Komponist
- Jarmila Groth (* 1987), australische Tennisspielerin
- Kamila Hudecová (* 1987), Fußballspielerin
- Robin Just (* 1987), deutsch-slowakischer Eishockeyspieler
- Jana Kulan (* 1987), aserbaidschanische Volleyballspielerin
- Peter Melek (* 1987), Fußballspieler
- Marek Semjan (* 1987), Tennisspieler
- Tomas Šimkovič (* 1987), Fußballspieler
- Jarmila Wolfe, geborene Gajdošová (* 1987), Tennisspielerin
- Monika Fašungová (* 1988), Badmintonspielerin
- Iveta Putalová (* 1988), Leichtathletin
- Magdaléna Rybáriková (* 1988), Tennisspielerin
- Dominika Cibulková (* 1989), Tennisspielerin
- Katarína Filová (* 1989), Schwimmerin
- Lukáš Hrádecký (* 1989), Fußballspieler
- Martin Kližan (* 1989), Tennisspieler
- Klaudia Malenovská (* 1989), Tennisspielerin
- Andrej Martin (* 1989), Tennisspieler
- Kristína Svarinská (* 1989), Schauspielerin
- Nikola Vajdová (* 1989), Tennisspielerin
- Vladimír Weiss (* 1989), Fußballspieler
- Martin Kučera (* 1990), Leichtathlet
- Kristína Kučová (* 1990), Tennisspielerin

#### 1991 bis 2000
- Miroslav Celler (1991–2023), Squashspieler
- Matej Konôpka (* 1991), Autorennfahrer
- Róbert Mak (* 1991), Fußballspieler
- Nikola Nemcová (* 1991), Volleyballspielerin
- Filip Palgut (* 1991), Volleyballspieler
- Denisa Štefanová (* 1991), Fußballspielerin
- Jozef Kovalík (* 1992), Tennisspieler
- Alexandra Kunová (* 1992), Eiskunstläuferin
- Michaela Abrhámová (* 1993), Volleyballspielerin
- Alan Kováč (* 1993), Fußballspieler
- Karin Palgutová (* 1993), Volleyballspielerin
- Ivan Schranz (* 1993), Fußballspieler
- Natália Vajdová (* 1995), Tennisspielerin
- Lukáš Haraslín (* 1996), Fußballspieler
- Dominik Greif (* 1997), Fußballspieler
- Jakub Kováč (* 1997), Volleyballspieler
- Marek Rigo (* 1997), Fußballspieler
- Samuel Baláž (* 1998), Kanute
- Ladislav Almási (* 1999), Fußballspieler
- Katarína Körmendyová (* 1999), Volleyballspielerin
- Adam Liška (* 1999), Eishockeyspieler
- Nicol Nejedlíková (* 1999), Handballspielerin
- Adam Ružička (* 1999), Eishockeyspieler
- Lucia Sedláčková (* 1999), Volleyballspielerin
- Karolína Fričová (* 2000), Volleyballspielerin
- Lucia Herdová (* 2000), Volleyballspielerin

### 21. Jahrhundert
- Viktória Čerňanská (* 2002), Bobfahrerin
- Adam Obert (* 2002), Fußballspieler
- Nina Boledovičová (* 2004), Volleyballspielerin
- Alexandra Michaela Filcová (* 2004), Eiskunstläuferin
- Nino Marcelli (* 2005), Fußballspieler
- Alexandra Rexová (* 2005), paralympische Skirennfahrerin
- Leo Sauer (* 2005), Fußballspieler
- Emma Tóthová (* 2005), Tennisspielerin
- Ema Bendová (* 2007), Leichtathletin

## Personen mit Bezug zu Bratislava

### Bis 1800
- Sophie von Bayern (1376–1428), Königin von Böhmen
- Nikolaus II. Pálffy (1552–1600), Schlosshauptmann von Preßburg
- Peter Pázmany (1570–1637), Erzbischof von Gran und Fürstprimas von Ungarn
- Paul Pálffy (≈1589–1653), Palatin von Ungarn
- Josua Wegelin (1604–1640), ev.-lutherischer Pfarrer und Liederdichter
- David Titius (1619–1679), ev.-lutherischer Prediger und Theologe
- Anton Reiser (1628–1686), ev.-lutherischer Theologe
- Emmerich Esterházy de Galántha (1663–1745), Fürstprimas von Ungarn und Erzbischof von Gran (Esztergom)
- Johann Pálffy (1664–1751), kaiserlicher Feldmarschall, Ban von Kroatien und Palatin von Ungarn
- Georg Friedrich Schnaderbach (1669–1716), Prediger der Deutschen Ev. Kirchengemeinde A. B.
- Matthias Bel (1684–1749), lutherischer Theologe, Historiker
- Georg Raphael Donner (1693–1741), österr. Bildhauer, Baudirektor des Primas Grafen Emmerich Esterhazy in Pressburg
- Nikolaus Csáky (1698–1757), Erzbischof von Gran und Fürstprimas von Ungarn
- Ferenc Barkóczy (1710–1765), Erzbischof von Gran und Fürstprimas von Ungarn
- Johannes Ribiny (1722–1788), evangelischer Theologe
- Johann Ignaz von Felbinger (1724–1788), Pädagoge, Direktor für das Schulwesen in den österreichischen Erblanden, Begründer der Normalschule
- Johann Michel Landerer (1725–1795), Buchdrucker und Verleger
- Joseph Graf von Batthyány (1727–1799), Kardinal, Fürstprimas von Ungarn und Erzbischof von Gran (Esztergom)
- Daniel von Crudy (1735–1815), Theologe und Superintendent der Evangelischen Kirche
- Franz Xaver Messerschmidt (1736–1783), deutsch-österreichischer Bildhauer zwischen Barock und Klassizismus
- Johann Mathias Korabinsky (1740–1811), Kartograph und Schriftsteller
- Anton Zimmermann (1741–1781), Komponist
- Franz Krammer (1748–1818), Theologe, Domherr und Hochschullehrer, war Stadtpfarrer, Domherr und Professor in Bratislava
- Wilhelm Josef Jarius (1772–1843), ev.-lutherischer Prediger der Deutschen Evangelischen Kirchengemeinde zu Preßburg
- Johann Christian Tremmel (1773–1845), ev.-lutherischer Prediger der Deutschen Evangelischen Kirchengemeinde A. B. zu Preßburg
- Jakob Glatz (1776–1831), ev.-lutherischer Prediger, Erzieher und Schriftsteller
- Paul von Ballus (1783–1848), Stadtrat von Preßburg, Weinhändler
- Franz Samuel Stromszky (1792–1861), ev.-lutherischer Prediger und Superintendent
- Carl Wilhelm Schmidt (1794–1872), Klavierbauer in Preßburg
- Johann Nepomuk Batka d. Ä. (1795–1874), Organist, Musikprofessor und Komponist
- Paul Rázga (1798–1849), ev.-lutherischer Prediger, Freiheitskämpfer

### 1801 bis 1900
- Josef Kumlik (1801–1869), Musiker und Komponist
- Gustav Heckenast (1811–1878), Verleger und Buchdrucker
- Hyazinth János Rónay (1814–1889), Bischof, Journalist und Lehrer von Kronprinz Rudolph und der Erzherzogin Marie Valerie
- Lajos Geduly (1815–1890), ev.-lutherischer Prediger und Superintendent
- Joseph Poeck (1823–1895), katholischer Priester
- Ferdinand Knauz (1831–1898), katholischer Priester und Historiker
- Kálmán Thaly (1839–1909), Schriftsteller und Historiker, Reichstagsabgeordneter
- Theodor Ortvay (1843–1916), katholischer Priester und Historiker der Stadt Preßburg
- Gustav Ebner (1846–1925), ev.-lutherischer Theologe
- Enea Grazioso Lanfranconi (1850–1895), Hydrologe, Kunstsammler und Bauunternehmer
- Felizian Josef Moczik (1861–1917), Franziskaner-Pater und Organist
- Georg Schariczer von Rény (1864–1945), Generalmajor
- Georg von Schulpe (1867–1936), Soziologe, Mäzen der Stadt Preßburg
- Heinrich Pröhle (1870–1950), ev.-lutherischer Theologe
- Roland Steinacker (1870–1962), ev.-lutherischer Pfarrer und Theologie-Professor
- Aladár Hornyánszky (1873–1939), evangelischer Theologe, Hebraist, Hochschullehrer und Übersetzer
- Marcell Jankovics (1874–1949), Publizist, Bergsteiger, Abgeordneter des Ungarischen Reichstages
- Wilhelm Rátz (1882–1952), Prediger bei der Deutschen Evangelischen Kirchengemeinde A.B.
- Karl Frech (1883–1945), Maler und Graphiker
- Alexander Albrecht (1885–1958), Musiker und Komponist
- Emil Portisch (1887–1985), Journalist und Chronist der Stadt Preßburg-Bratislava
- Ján Bakoš (1890–1967), evangelischer Theologe, Semitist und Hochschullehrer, Begründer der modernen slowakischen Orientalistik
- Ovidius Faust (1896–1972), Museologe, Historiker und Archivar der Stadt Preßburg
- Béla Hamvas (1897–1968), Schriftsteller
- Ján Smrek (1898–1982), Schriftsteller und Herausgeber

### Ab 1901
- Ľudovít Rajter (1906–2000), Dirigent und Komponist
- Alfred Piffl (1907–1972), Architekt
- Josef Herda (1910–1985), Ringer
- Ján Kostra (1910 – 1975), slowakischer Dichter und Essayist
- Alexander Issatschenko (1911–1978), österreichischer Sprachwissenschaftler russischer Abstammung
- Zdenka Schelingová (1916–1955), Selige, 1937–40 und 1942–52 Schwester im Krankenhaus Bratislava, dort verhaftet
- Ladislav Ťažký (1924–2011), Schriftsteller und Publizist
- Ľudo Lehen (1925–2014), Maler, Bildhauer und Schachkomponist
- Milan Dobeš (* 1929), Objektkünstler
- Albín Brunovský (1935–1997), Maler, Grafiker und Briefmarkenkünstler
- Karol Divín (1936–2022), Eiskunstläufer
- Ľubomír Feldek (* 1936), Dichter, Schriftsteller, Dramatiker und Übersetzer
- Lucia Popp (1939–1993), Opernsängerin
- Mila Haugová (* 1942), Lyrikerin und Übersetzerin
- Eva Šuranová (1946–2016), Leichtathletin
- Vladimir Oravsky (* 1947), Schriftsteller und Dramatiker
- Roman Ondák (* 1966), Künstler und Darsteller der Konzeptkunst
- Pavol Breslik (* 1979), Sänger
- Dominika Škorvánková (* 1991), Fußballspielerin